# Kanton Saint-Agnant
Der Kanton Saint-Agnant war bis 2015 ein französischer Wahlkreis im Département Charente-Maritime in der ehemaligen Region Poitou-Charentes. Er umfasste elf Gemeinden im Arrondissement Rochefort; sein Hauptort (frz.: chef-lieu) war Saint-Agnant. Die landesweiten Änderungen in der Zusammensetzung der Kantone brachten im März 2015 seine Auflösung. Vertreter im Generalrat des Départements war zuletzt für die Jahre 2008–2015 Robert Chatelier (UMP).
Der Kanton Saint-Agnant war 175,48 km2 groß und hatte 15.461 Einwohner (Stand: 2012).

## Gemeinden
| Gemeinde                      | Einwohner Jahr | Fläche km² | Bevölkerungsdichte | Code INSEE | Postleitzahl |
| ----------------------------- | -------------- | ---------- | ------------------ | ---------- | ------------ |
| Beaugeay                      | 753 (2013)     | 14,51      | 52 Einw./km²       | 17036      | 17620        |
| Champagne                     | 614 (2013)     | 19,53      | 31 Einw./km²       | 17083      | 17620        |
| Échillais                     | 3.395 (2013)   | 14,72      | 231 Einw./km²      | 17146      | 17620        |
| La Gripperie-Saint-Symphorien | 588 (2013)     | 18,16      | 32 Einw./km²       | 17184      | 17620        |
| Moëze                         | 551 (2013)     | 21,17      | 26 Einw./km²       | 17237      | 17780        |
| Saint-Agnant                  | 2.614 (2013)   | 22,49      | 116 Einw./km²      | 17308      | 17620        |
| Saint-Froult                  | 375 (2013)     | 6,39       | 59 Einw./km²       | 17329      | 17780        |
| Saint-Jean-d’Angle            | 677 (2013)     | 21,61      | 31 Einw./km²       | 17348      | 17620        |
| Saint-Nazaire-sur-Charente    | 1.186 (2013)   | 20,31      | 58 Einw./km²       | 17375      | 17780        |
| Soubise                       | 2.978 (2013)   | 10,93      | 272 Einw./km²      | 17429      | 17780        |
| Port-des-Barques              | 1.857 (2013)   | 5,66       | 328 Einw./km²      | 17484      | 17730        |

## Bevölkerungsentwicklung
| 1962 | 1968 | 1975 | 1982 | 1990   | 1999   | 2006   | 2011   |
| ---- | ---- | ---- | ---- | ------ | ------ | ------ | ------ |
| 6904 | 7308 | 7819 | 9995 | 10.545 | 11.188 | 13.649 | 15.190 |